# Oitomeia
Uhelliton Bonfim de Souza, mais conhecido como Oitomeia (Guarulhos, 2 de setembro de 1986), é um jogador profissional de futsal que hoje joga pelo A.S. Petrarca Calcio, da Itália, fazendo a função de ala.[carece de fontes?]

## Trajetória profissional
Natural de Guarulhos, São Paulo, Oitomeia viveu do esporte a vida inteira passando por escolinhas, futebol de campo e o society. No futebol de campo, chegou a fazer parte da equipe de 2005 do Brasiliense ao lado de Vampeta e Marcelinho Carioca, quando tinha 17 anos.
A primeira experiência no futsal de Oitomeia veio com o Ponta Grossa, time do Paraná, em 2011, aos 24 anos de idade.[carece de fontes?]
No ano seguinte, em 2012, o atleta acertou sua ida para o time de futsal do São Paulo/Col. Londrinense.[carece de fontes?] Em uma partida contra o Orlândia, equipe do interior paulista, que seria transmitida pela televisão, Oitomeia decidiu colorir seu cabelo e barba de loiro, tal qual o atacante francês Djibril Cissé, que na época defendia o Queens Park Rangers, clube que disputava a Liga Inglesa.
Depois da passagem pelo São Paulo/Col. Londrinense, Oitomeia se transferiu ainda em 2012 para o Inter Movistar, clube de futsal da Espanha.
Um ano depois, o jogador retornou ao futsal brasileiro para vestir a camisa do Jaraguá Futsal.[carece de fontes?]Apaixonado pelo futsal desde criança, o atleta jogou boa parte da carreira no clube, que possui destaque no cenário do futsal nacional. Oitomeia permaneceu na equipe por sete anos, com uma breve interrupção em 2016, quando vestiu a camisa do Marreco, mesmo com a saída de vários outros jogadores importantes do elenco.
Com a camisa do Jaraguá, Oitomeia protagonizou uma cena de bastante repercussão no cenário nacional ao aplicar uma lambreta em Falcão em uma partida contra o Sorocaba, em 2014. O atleta também chegou a ser o artilheiro do Jaraguá na temporada de 2020, marcando 13 gols na Liga Futsal e conquistou o título de 2015 da Taça Brasil de Futsal.
O ano de 2021 marcou o fim da passagem de Oitomeia pelo Jaraguá. No dia 6 de janeiro, Oitomeia foi anunciado como reforço do Imperial Wet, da Romênia, assinando um contrato de quatro meses com o clube. Na equipe romena, Oitomeia conquistou a Liga e a Copa do país.[carece de fontes?]
Depois das conquistas em 2021, Oitomeia optou por retornar ao futsal brasileiro ainda no mesmo ano, assinando contrato com o Dracena, equipe do oeste paulista, aos 34 anos de idade.
Antes do final de 2021, o brasileiro recebeu proposta para atuar no futsal italiano, defendendo as cores do CMB Matera na temporada 2021/22.
Também em 2022, Oitomeia foi convidado para fazer parte do evento comemorativo para celebrar os 30 anos do Jaraguá. O ‘Jogo dos Craques’ também teve a participação de outros ídolos da equipe como: Altair, Índio e Willian, além de nomes renomados no futsal como Falcão, Lenísio, Chico, Franklin, Ortiz, Xoxo e Paulinho Friedmann.
Depois de uma temporada na Itália, Oitomeia acertou sua transferência para o A.S. Petrarca Calcio, time da cidade de Padova que disputa atualmente a primeira divisão italiana.[carece de fontes?]

## Destaque dentro e fora das quadras
O atleta também ficou popular no futsal devido sua personalidade dentro e fora das quadras. Sempre muito animado, Oitomeia traz para as partidas comemorações diferenciadas, cortes e cores de cabelo inusitadas e vibrações com divididas e tomadas de bola.[carece de fontes?]
As constantes mudanças de cabelo começaram aos seus 17 anos quando ainda jogava campeonatos amadores em Guarulhos. Na final do torneio, Oitomeia pintou o cabelo de azul para combinar com o uniforme da equipe. Desde então, o atleta chegou a tingir seu cabelo de várias cores, as vezes pintando até mesmo sua barba para combinar ou contrastar com o clube pelo qual jogava.
Já no lado das comemorações, o jogador também atraiu bastante atenção pelas voltas de skate que deu em quadra após e às vezes até mesmo durante os jogos.

## Participação no Reis do Drible
Em 2018, Oitomeia participou do popular evento Reis do Drible. O programa de abertura do Verão Espetacular aconteceu em Itapecerica da Serra, São Paulo, e colocou frente a frente o Time Falcão, composto, além do próprio, pelo goleiro Willian, de Arrascaeta, Adonias e Lu Caneta, contra o Time Nenê. Ao lado do time Nenê, composto ainda por Franklin, Rodrygo e Charly, Oitomeia chegou a marcar quatro gols para sua equipe, que terminaria derrotada pelo placar final de 20 a 11.